# Murree
Murree é uma cidade do Paquistão localizada na província de Panjabe.

Murree é localizada ao longo da estrada N75, a qual vai de Islamabad até Kohala , em aproximadamente 30km nordeste de Islamabade.
O nome Murree é derivado de 'marhi', "lugar alto" contudo há uma crença popular que diz que a cidade foi chamada assim em homenagem à Virgem Maria.